# Ван Зюндерт, Линдси
Линдси ван Зюндерт (нидерл. Lindsay van Zundert; род. 1 февраля 2005, Эттен-Лёр, Северный Брабант) — нидерландская фигуристка, выступающая в одиночном катании. Двукратная чемпионка Нидерландов, победительница турниров Celje Open и NRW Trophy.

## Биография
Ван Зюндерт родилась 1 февраля 2005 года в Эттен-Лёре. По состоянию на 2020 год она учится в заведении Graaf Engelbrecht в Бреде.

## Карьера

### Ранняя карьера
Ван Зюндерт начала кататься в возрасте семи лет. В начале карьеры она участвовала во внутренних бельгийских соревнованиях. В 2015 году ван Зюндерт стала тренироваться под руководством Ансье Бокландт в Куршевеле и Вильрейке.
Ван Зюндерт выиграла чемпионат Нидерландов на детском уровне в 2017 и 2018 годах. Она также выиграла чемпионат Нидерландов среди юниоров 2019 года, но не участвовала на юниорском чемпионате мира.

### Сезон 2019/2020
Ван Зюндерт дополнительно тренировалась в Андорре, Франции и США помимо основного трнерского процесса под руководством Йоан Ханаппел в Нидерландах. Для финансирования поездок ей приходилось собирать пожертвования и бутылки в родном Эттен-Лёр.
Ван Зюндерт дебютировала в юниорском Гран-при на французском этапе, где заняла 21-е место. Этого результата оказалось недостаточно, чтобы позволить Нидерландам участвовать в Зимних юношеских Олимпийских играх 2020 года. Затем ван Зюндерт финишировала шестой на Кубке Таллина. Свою первую международную медаль, серебро, она выиграла на Santa Claus Cup, далее стала четвёртой на Bavarian Open 2020. Эти результаты позволили ван Зюндерт попасть на первый для себя юниорский чемпионат мира. В следующем месяце она защитила национальный юниорский титул, а на чемпионате мира среди юниоров финишировала 29-й в короткой программе и не прошла в финальный сегмент.

### Сезон 2020/2021
Из-за отмены юниорского Гран-при для ван Зюндерт сезон начался в сентябре на турнире Nebelhorn Trophy 2020, где она была самой молодой участницей. Она обновила все личные рекорды и финишировала седьмой в общем зачете. Её тренер не смог приехать из Бельгии, и её на соревнованиях сопровождал временный итальянский тренер Лоренцо Магри. После соревнований она объявила, что уходит от Анс Бокландт в группу Йорика Хендрикса и Карин Херригерс. Новыми тренировочными базами стали Эйндховен и Тилбург. В ноябре ван Зюндерт выиграла свой первый международный турнир NRW Trophy . Она обыграла шведку Юсефин Тайегорд и финнку Йенни Сааринен. Эти результаты удовлетворяли требованиям для участия на чемпионате Европы 2021 года, но он был отменён.
Ван Зюндерт приняла участие на International Challenge Cup 2021 с целью отбора на чемпионат мира 2021 года. На этом турнире она заняла шестое место и набрала необходимые баллы для отбора. На чемпионате мира в короткой программе Линдси получила 57,72 балла и стала 24-й, с последнего места отобравшись в финальный сегмент. В произвольной программе она показала результат 116,78 балла и с суммой 174,50 поднялась на 16-е место.

## Результаты
| Международные                      | Международные | Международные | Международные | Международные | Международные | Международные | Международные |
| Соревнования                       | 16/17         | 17/18         | 18/19         | 19/20         | 20/21         | 21/22         | 22/23         |
| ---------------------------------- | ------------- | ------------- | ------------- | ------------- | ------------- | ------------- | ------------- |
| Олимпийские игры                   |               |               |               |               |               | 18            |               |
| Чемпионаты мира                    |               |               |               |               | 16            | 17            | 22            |
| Чемпионаты Европы                  |               |               |               |               |               | 27            | 14            |
| Этапы Гран-при. Skate Canada       |               |               |               |               |               |               | 11            |
| Этапы Гран-при. Франция            |               |               |               |               |               |               | 11            |
| Челленджер. Finlandia Trophy       |               |               |               |               |               | 11            | 7             |
| Челленджер. Golden Spin            |               |               |               |               |               | WD            |               |
| Челленджер. Lombardia Trophy       |               |               |               |               |               | 7             |               |
| Челленджер. Nebelhorn Trophy       |               |               |               |               | 7             |               | 9             |
| Celje Open                         |               |               |               |               | 1             |               |               |
| Challenge Cup                      |               |               |               |               | 6             | 7             |               |
| NRW Trophy                         |               |               |               |               | 1             | 1             |               |
| Tallink Hotels                     |               |               |               |               | WD            |               |               |
| Winter Star                        |               |               |               |               | 2             |               |               |
| Международные среди юниоров        |               |               |               |               |               |               |               |
| Чемпионаты мира среди юниоров      |               |               |               | 29            |               |               |               |
| Этапы юниорского Гран-при. Франция |               |               |               | 21            |               |               |               |
| Bavarian Open                      |               |               | 7             | 4             |               |               |               |
| Challenge Cup                      |               |               | 5             | 9             |               |               |               |
| Christmas Cup                      |               |               | 8             |               |               |               |               |
| Prague Ice Cup                     |               |               | 12            |               |               |               |               |
| Printemps                          |               |               | 6             |               |               |               |               |
| Santa Claus Cup                    |               |               |               | 2             |               |               |               |
| Tallinn Trophy                     |               |               |               | 6             |               |               |               |
| Национальные                       |               |               |               |               |               |               |               |
| Чемпионаты Нидерландов             | 1N            | 1N            | 1J            | 1J            | 1             | 1             |               |